# Нів Кавана
Нів Кавана (англ. Niamh Kavanagh, 13 лютого 1968, Дублін) — ірландська співачка, переможиця пісенного конкурсу Євробачення 1993.
Учасниця від Ірландії на пісенному конкурсі Євробачення 2010 в Осло із піснею «It's for you».

## Творча біографія
Нів Кавана розпочала свою музичну кар'єру бек-вокалісткою. У 1991 році брала участь у записі саундтрека до фільму Алана Паркера Група «Коммітментс». Пізніше продовжила кар'єру у ролі телеведучої.
Отримала перемогу на конкурсі Євробачення 1993 року з піснею «In Your Eyes», яка посіла перше місце в ірландському (протрималася на ньому 15 тижнів) і 23-е в британському хіт-парадах.
Наступні роботи Кавана не змогли досягти рівня «In Your Eyes». Найкраща з них — пісня «Red roses for me», записана спільно з групою «The Dubliners», досягла 13-ї позиції в ірландських чартах. У 1999 році записала нову версію пісні «In Your Eyes». Після закінчення музичної кар'єри знову повернулася до роботи на ірландському телебаченні.
У 2010 році за результатами національного відбору знову обрана представляти Ірландію на конкурсі Євробачення з піснею «It's for you». Вийшла у фінал, де посіла 23-е місце.

## Дискографія
Альбоми
- The Commitments (Soundtrack)
- The Commitments vol. 2 (Soundtrack)
- Flying blind
- Together alone (Mit Gerry Carney)
- Wondedrug
- The Shanley sessions
- Meeting place
- Live at the Meeting Place

Сингли
- In your eyes
- Romeo's twin
- Flying blind
- Sometimes love
- Red roses for me
- It's for you